# Jean II de Montmorency
Jean II de Montmorency (1404 – 6 de julio de 1477) fue un noble, militar y alto funcionario de la Corona de Francia del siglo XV.

## Biografía
Nació en 1404 como el mayor de los hijos del Jacques I de Montmorency, Barón de Montmorency, Primer Barón Cristiano, Primer Barón de Francia, "Jefe del Nombre y de las Armas" de la Casa de Montmorency, y de Philippa de Melun, Dama de Croisilles y de Courrières, prima y ahijada del Duque de Borgoña.
Siendo muy joven y a la muerte de su padre ocurrida en 1414, heredó la Baronía de Montmorency, la más antiguas del Reino, además de otros señoríos feudales como Écouen, Damville, Saint-Leu, Chantilly, Marly, Fosseux, Vitry, Nivelles y Conflans-Sainte-Honorine, teniendo como tutora a su madre.
Fue un leal servidor de la Corona, siendo nombrado como Gran Chambelán de Francia en 1425, uno de los cargos más elevados de la Casa del Rey, y un fiel y cercano colaborador y partidario de la causa de S.M. el Rey Carlos VII de Francia. 
Sus feudos de la Isla de Francia, Brie y Normandía le fueron expropiados por Juan de Lancaster, Duque de Bedford y Regente de Francia por Enrique VI de Inglaterra, en 1429, recuperando la Baronía de Montmorency en abril del año 1430, una vez expulsados los ingleses del territorio francés, reconquista en la que Jean II de Montmorency participó en compañía de la célebre y mítica Juana de Arco, distinguiéndose en el asalto a París.
Debido a que sus dos hijos mayores, Jean III y Louis de Montmorency-Fosseux tomaron partido por Carlos "El Temerario", Duque de Borgoña, los desheredó, traspasando la Baronía de Montmorency al hijo de su segundo matrimonio, Guillaume de Montmorency.

## Títulos
- Primer Barón Cristiano
- Primer Barón de Francia
- XVII Señor y Barón de Montmorency
- Señor de Écouen
- Señor de Damville
- Señor de Conflans-Sainte-Honorine
- Señor de La Tour de Chaumont
- Señor de Taverny
- Señor de Saint-Leu
- Gran Chambelán de Francia

## Matrimonio y descendencia

Escudo de armas de la Casa de Fosseux.

Contrajo primer matrimonio por contrato del 29 de febrero de 1422 con Jeanne de Fosseux, Dama de Fosseux, de Nivelles, de Hauteville y de Wismes, hija mayor y heredera de sus padres, Jean III de Fosseux, Señor de Fosseux, Consejero del Duque de Borgoña y Gobernador de Artois, y de Jeanne de Preure, Dama de Preure.
- 1. Jean III de Montmorency-Fosseux, autor de la Rama de Nivelles de la Casa de Montmorency. Contrajo matrimonio con Gudule Vilain de Liederkerke, Dama de Liedekerke.
- 2. Louis de Montmorency-Fosseux.

Viudo de la Dama de Fosseux, se unió en segundas nupcias a Marguerite d'Orgemont, Dama de Chantilly, hija de Pierre II d'Orgemont, Señor de Orgemont, de Chantilly y de Montjay, y de Jacqueline Paynel. Fueron los progenitores de:
- 3. Guillaume de Montmorency (1455-1531), Primer Barón Cristiano y Primer Barón de Francia, XVIII Señor y Barón de Montmorency, y como tal, fue el "Jefe del Nombre y de las Armas" de la Casa de Montmorency, por cesión hecha por su padre autorizada por S.M. Luis XI de Francia. Fue padre del célebre Anne de Montmorency, Primer Barón Cristiano y Primer Barón de Francia, Duque de Montmorency, Par, Gran Maestre y Condestable de Francia.